# Бондаренко, Валерий Сергеевич
Вале́рий Серге́евич Бондаре́нко (укр. Валерій Сергійович Бондаренко; род. 3 февраля 1994, Киев) — украинский футболист, защитник ковалёвского «Колоса».

## Биография
Валерий Бондаренко родился 3 февраля 1994 года. В ДЮФЛУ выступал в составе киевских команд «Смены-Оболонь» (2007) и «Арсенала» (2008—2011). С 2012 по 2014 годы выступал в составе юношеских и молодёжных команд столичного «Арсенала». В составе юных «канониров» сыграл 51 матч и отметился 3 голами.
В августе 2014 подписал контракт с «Торпедо» (Кутаиси), который выступал в Лиге Умаглеси. За «торпедовцев» в национальном чемпионате сыграл 12 матчей и отметился 1 голом, ещё 2 поединка провёл в Кубке Грузии.
В начале 2015 года вернулся в Украину и подписал контракт со стрыйской «Скалой». В составе западноукраинской команды дебютировал 4 апреля 2015 года в проигранном (0:2) домашнем матче 18-го тура Второй лиги Украины против киевской «Оболони-Бровар». Бондаренко вышел на поле в стартовом составе и отыграл весь матч, а на 57-й минуте получил жёлтую карточку. Дебютным голом в футболке стрыйской команды отметился 1 ноября 2013 года в домашнем матче 15-го тура Второй лиги против «Никополя-НПГУ». Поединок завершился победой «Скалы» со счётом 2:1. Валерий вышел на поле в стартовом составе и отыграл весь поединок, а на 72-й минуте отличился голом. Всего в составе стрыйской команды в чемпионатах Украины сыграл 53 матча и отметился 4 голами, ещё 1 матч в составе клуба сыграл в Кубке Украины.
После новогодних праздников отправился на тренировочный сбор в Турцию вместе с «Александрией». 2 февраля 2017 года на правах свободного агента перешёл в состав «Александрии», контракт рассчитан до конца мая 2019 года. В футболке «александрийцев» дебютировал 25 февраля 2017 года в победном (6:0) домашнем поединке 19-го тура Украинской Премьер-лиги против луцкой «Волыни». В этом матче Валерий вышел на поле на 78-й минуте, заменив Антона Шендрика.
23 января 2019 заключил 5-летний контракт с донецким «Шахтёром». Дебютировал 30 мая в выездном матче последнего тура чемпионата 2018/19 против «Львова» (0:3).

## Стиль игры
Его антропометрические данные позволяют хорошо играть головой, что помогает выигрывать практически все верховые дуэли. Также у Валерия Бондаренко отлично поставленый первый пас, который позволяет быстро перейти от обороны к атаке.

## Достижения
«Шахтёр» (Донецк)
- Чемпион Украины: 2018/19
- Обладатель Кубка Украины: 2018/19